# Lilja 4-ever
(Andrej)
Lilja 4-ever è un film del 2002 diretto da Lukas Moodysson.
Il fatto narrato si basa in larga parte sulla vita reale di Dangoule Rasalaite.

## Trama
La sedicenne Lilja abita in un quartiere povero della periferia di Paldiski, città estone un tempo sovietica. L'idea che tra pochi giorni potrà partire per l'America la rende entusiasta: il nuovo compagno della madre ha deciso di trasferire lì tutta la famiglia. Ma una sera le viene comunicato che lei potrà raggiungerli solamente in un secondo tempo, comprendendo quindi di venire abbandonata. Rimasta sola e costretta a cedere l'appartamento alla zia, finisce in ristrettezze economiche, tanto da decidere di non andare più a scuola.
La sua migliore amica Nataša la porta in discoteca, dove l'amica inizia a mettersi in mostra e abborda un facoltoso straniero con cui se ne va in albergo, mentre Lilja la aspetta per strada; al ritorno Nataša le mostra i soldi guadagnati. Il padre di Nataša scopre il denaro e la ragazza gli racconta che quei soldi le sono stati dati da Lilja, che li ha guadagnati prostituendosi. La voce che Lilja sia una ragazza facile inizia a spargersi per il quartiere in modo così insistente che tutti la credono tale e, quasi come fosse una conseguenza, viene violentata dal gruppo dei suoi ex amici. L'unica persona rimastagli fedele è Volodja, un ragazzino innamorato di lei che ha una situazione ancora più disperata della sua: il padre, alcolizzato, oltre a picchiarlo ogni giorno spesso lo butta fuori di casa.
La situazione si fa sempre più disperata: un giorno la madre comunica ai servizi sociali la rinuncia alla patria potestà, la ragazza non ha più soldi e decide di tornare alla discoteca dove aggancia un facoltoso occidentale, che però dopo la malmena; è quindi avvicinata da Andrej, un giovane ragazzo dal viso pulito e dal sorriso affascinante che inizia a corteggiarla iniziando una relazione. Andrej propone di partire insieme per la Svezia, dove dice di abitare. Lilja è entusiasta dell'idea, tanto che Andrej ha pensato a tutto, ha procurato il passaporto, il biglietto del volo, ma trova l'opposizione di Volodja che, sentendosi solo ed abbandonato, si suicida con un'overdose di medicinali.
La ragazza, poco prima di giungere all'aeroporto, viene accompagnata da un amico di Andrej che, all'arrivo in Svezia, le prende il passaporto. Lilja viene intrappolata in un giro di prostituzione: segregata in un anonimo appartamento, obbligata a uscire solamente per incontrare i clienti, viene picchiata ad ogni accenno di ribellione. Sola ed angosciata, Lilja comincia ad avere delle allucinazioni nelle quali sogna di parlare con Volodja, ed il ragazzo le fa notare che il suo aguzzino non ha chiuso la porta dell'appartamento: Lilja riesce a scappare e inizia a vagare per le strade della città ma, ignara della lingua, privata del passaporto, impossibilitata a denunciare alle autorità e in preda alla disperazione, si suicida ripensando ai suoi ultimi momenti di felicità con Volodja.

## Colonna sonora
La colonna sonora è composta da brani di musica classica e musica dance, quali molti pezzi dell'ex gruppo svedese Antiloop, tra cui spicca il pezzo Mein Herz brennt dei Rammstein, che apre e chiude il film.

## Distribuzione
Il film ha incassato in patria all'incirca 184,000 dollari.

## Riconoscimenti
- Guldbagge - 2003
  - Miglior film
  - Miglior regista a Lukas Moodysson
  - Miglior attrice a Oksana Akin'šina
  - Migliore sceneggiatura a Lukas Moodysson
  - Migliore fotografia a Ulf Brantås